# Vườn quốc gia Iriomote-Ishigaki
Vườn quốc gia Iriomote-Ishigaki (西表石垣国立公园 Iriomote-Ishigaki Kokuritsu Koen ?) là một vườn quốc gia ở tỉnh Okinawa, Nhật Bản. Nó bảo vệ tự nhiên khu vực xung quanh quần đảo Yaeyama tại biển Hoa Đông.
Vườn quốc gia được thành lập vào năm 1972 với tên gọi ban đầu là Vườn quốc gia Iriomote (西表国立公园?) bao gồm diện tích các đảo Iriomote, Kohama, Kuroshima, và Taketomi. Năm 2007, khu vực đã được mở rộng thêm cả diện tích đảo Ishigaki.
Vườn quốc gia nổi tiếng bởi là môi trường sống của loài đang đứng bên bờ vực tuyệt chủng, loài Mèo rừng Iriomote.